# Szalai György (súlyemelő)
Szalai György (Gádoros, 1951. február 14. –) olimpiai bronzérmes magyar súlyemelő, edző.

## Pályafutása
Sportpályafutása a labdarúgással kezdődött, Gádoroson a később válogatottságig jutott Pisont István édesapja foglalkozott vele és a hasonló korú gyerekekkel. Érdeklődését már fiatalon kitöltötte a sport. Nyolcadikosként 148 centimétert ugrott magasba. Az orosházi gimnazista évei alatt a súlylökés és a diszkoszvetés került előtérbe. 1968-ban egy szombathelyi atlétikai versenyen fedezte fel Tóth Géza, az olimpiai ezüstérmes és világbajnok súlyemelő.

### Súlyemelőként
Magas (180 cm), arányos testi felépítésű (108 kg), erős izomzata biztosította, hogy eredményes sportoló lehessen. 1970-től sorozatban érte el az országos ifjúsági rekordokat. Sportklubjai, kiskatonaként a Budapesti Honvéd Súlyemelő Szakosztályában, majd 1973-ban Leninváros, 1977-ben pedig Tatabánya következett. Ecser Károly, Hanzlik János és Orvos András voltak a mesterei. A nehézsúlyú (110 kg) sportoló versenysúlya 108 kg közelében volt. 1981-ben megoperálták a könyökét, majd a Tatabányán meghirdetett takarékossági intézkedések tudatában visszavonult. Néhány év után elhatározta, szerencsét próbál külföldön. Akkor is Aján Tamáshoz fordult, aki 1985-ben Egyiptomba irányított, de egy év után hazajött. Aktív sportpályafutását befejezve naponta szakít időt az emelésre.

#### Kiemelkedő eredményei

##### Olimpia
A Szovjetunióban, Moszkva városában rendezték, a XXII., az 1980. évi nyári olimpiai játékok súlyemelő tornát, ahol az összetettben bronzérmet szerzett.

##### Világbajnokság
Világkupa-győzelemmel rendelkezik.

##### Országos bajnokság
Legjobb sporteredménye:
- 392,5 kg összetettben

## Sportvezetőként
Egyiptomi edzősködés után az ifjúsági válogatott, később a szekszárdi Húsos edzője volt, ezután a szövetség főtitkára lett. Rövid vállalkozói tevékenységet követően (2002–2003) között Tunéziában edzőként tevékenykedett.
2008-ban Aján Tamásnak a Nemzetközi Súlyemelő-szövetség elnökének közbenjárására a több mint hetvenmilliós népességű Iránban a súlyemelőknél igyekezett átadni a tudását. Teheránban eredetileg 13-14 éves gyerekek mellé hívták, de néhány hónap elteltével már a 17 és a 20 évesek korosztályos válogatottjainak felkészítése volt a feladata.
2010-ben Szalai György vezetésével Magyarországon vendégeskedett az iráni súlyemelő válogatott.

## Díjai, elismerései
- Orosháza Város Sportjáért díj (2019)[3]
- 2019-ben vette fel nevét a gádorosi Kisboldogasszony Római Katolikus Általános Iskola tornaterme (Szalai György Tornaterem)[4]